# Ballybay
Ballybay (irisch Béal Átha Beithe, dt.: „Birkenfurtmündung“) ist ein Ort im County Monaghan in der Republik Irland. Bei der Volkszählung 2022 hatte er 1329 Einwohner.

## Lage
Ballybay liegt im Zentrum von County Monaghan und etwa 17 km in südsüdöstlicher Richtung von Monaghan entfernt. Durch die Ortschaft fließt der Dromore River. Die Ortschaft umgibt das Lough Major. Fernab von größeren Verkehrsadern kreuzen hier die R162, R180 und R183.

## Geschichte
Die Town Ballybay ist eine jüngere Ortsgründung aus dem 18. Jahrhundert. Lange Zeit trug der Ort den Namen Ballybea. 1848 wurde das sog. Market House errichtet. An die Eisenbahn wurde Ballybay 1854 angeschlossen (und 1960 endgültig stillgelegt). Die älteste Kirche ist die presbyterianische Kirche von Ballybay. Später wurden die anglikanische Christ Church (Church of Ireland) und die römisch-katholische St. Patrick’s Church (Diözese Clogher). 

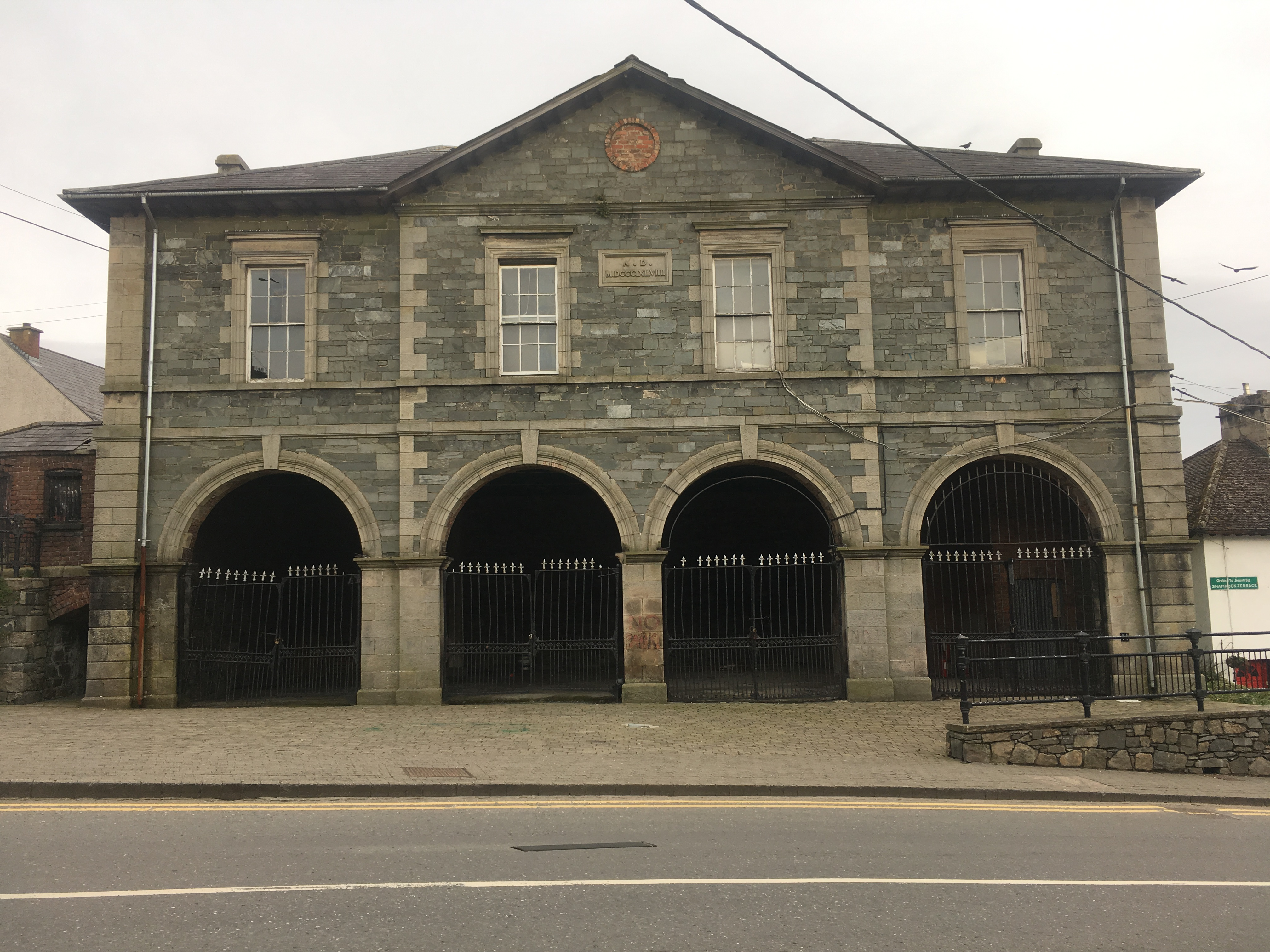
Market House
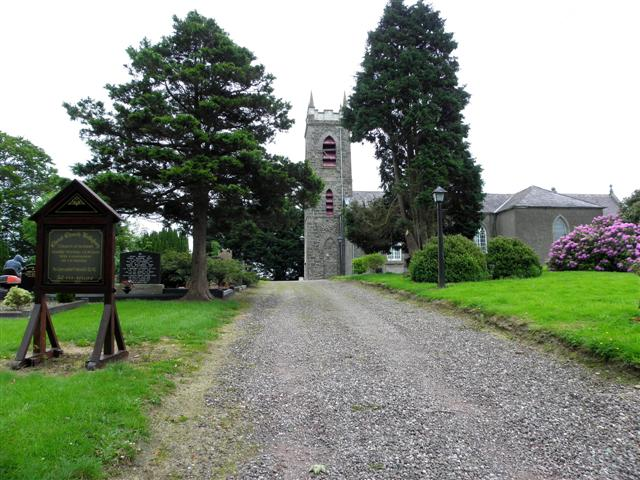
Christ Church
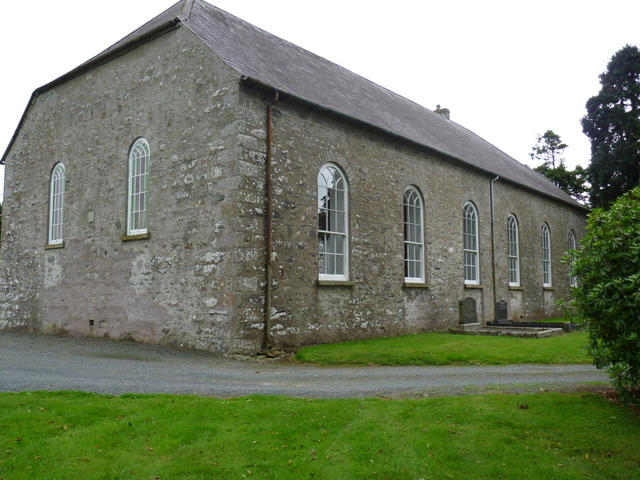
Presbyterianische Kirche
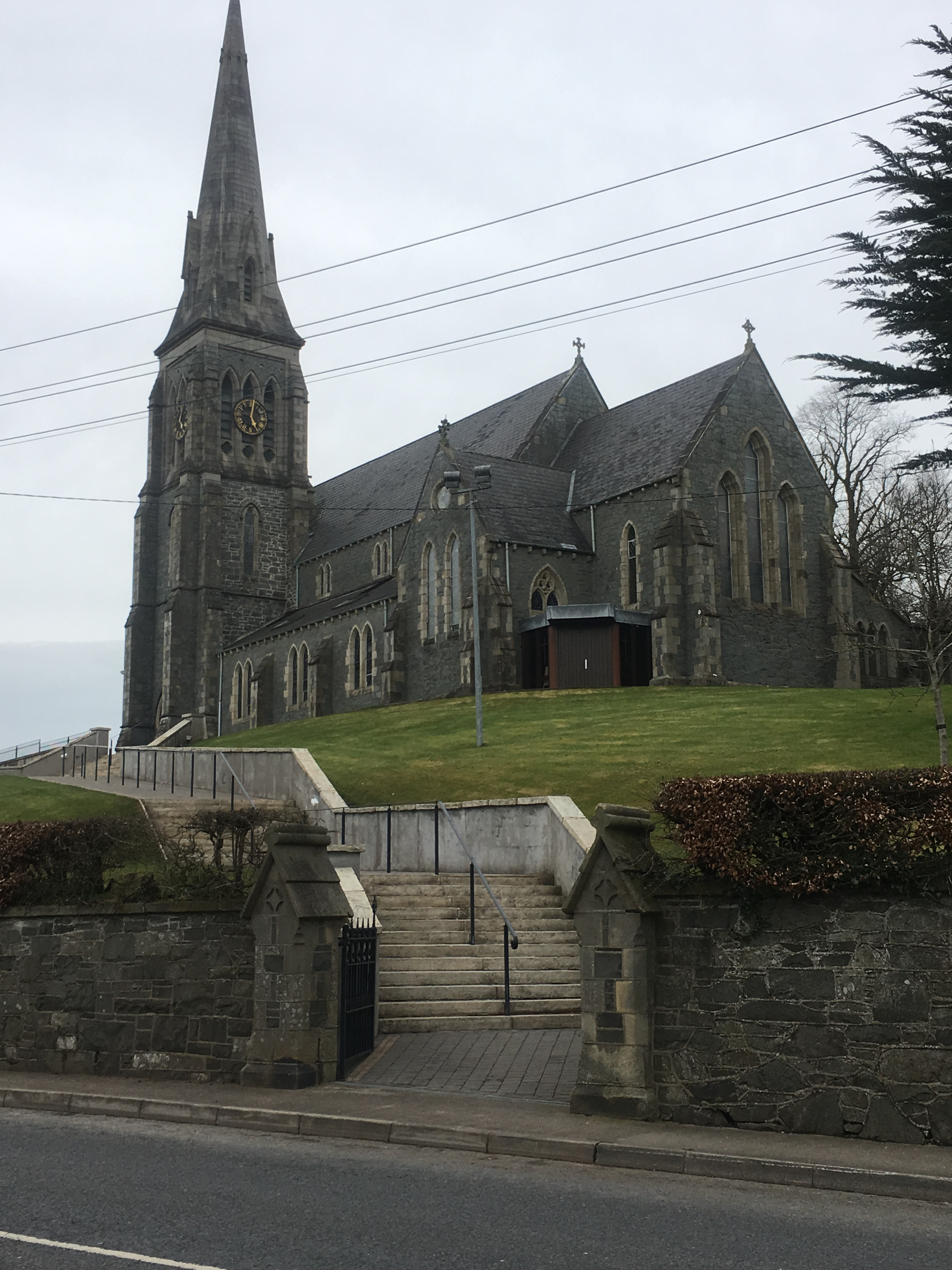
St. Patrick’s Church

## Persönlichkeiten
- Bernard O’Reilly (1824–1894), Bischof von Liverpool (1873–1894)
- Eric Gallagher (1913–1999), Präses der Kirche der Methodisten in Irland 1967
- Francis O’Brien (* 1943), Politiker und Landwirt
- Alison Gilliland (* 1968), Lord Mayor of Dublin (2021–2022)

## Gemeindepartnerschaft
Mit der deutschen Stadt Osterhofen in Niederbayern besteht seit 2000 eine Partnerschaft.